# Phare de Michigan City (1858)

Le phare de Michigan City (en anglais : Old Michigan City Light), est un phare hors service sur le lac Michigan au port de Michigan City dans le comté de Lake, Indiana. Il a été remplacé par le phare de Michigan City (jetée est) et sert maintenant de musée.
Il est inscrit au Registre national des lieux historiques depuis le 5 novembre 1974 sous le n° 74000023.

## Historique
Construit en 1858, ce phare a remplacé une lampe en brique et en pierre de 1837 construite au bord du lac Michigan. Sa lanterne, sa lentille de Fresnel ont été transférés en 1904 sur le phare installée au bout de la jetée nouvellement agrandie. Il a été rénové en 1904.
Il a servi de maison de gardien de sept gardiens de phare et quatorze gardiens adjoints  de 1837 à 1940. Il sert maintenant de musée et une lentille de Fresnel  y est exposée.
Le phare est situé dans Washington Park . Il est ouvert tous les jours sauf le lundi de 13h à 16h, et sauf en hiver.

## Description
Le phare  est une tour carrée en bois de 12 m de haut, avec galerie et lanterne, montée sur une maison de gardien en brique et bois de deux étages. La tour est peinte en blanc avec un toit de lanterne noir.
Identifiant : ARLHS : USA-913 ; USCG :  7-19555 .

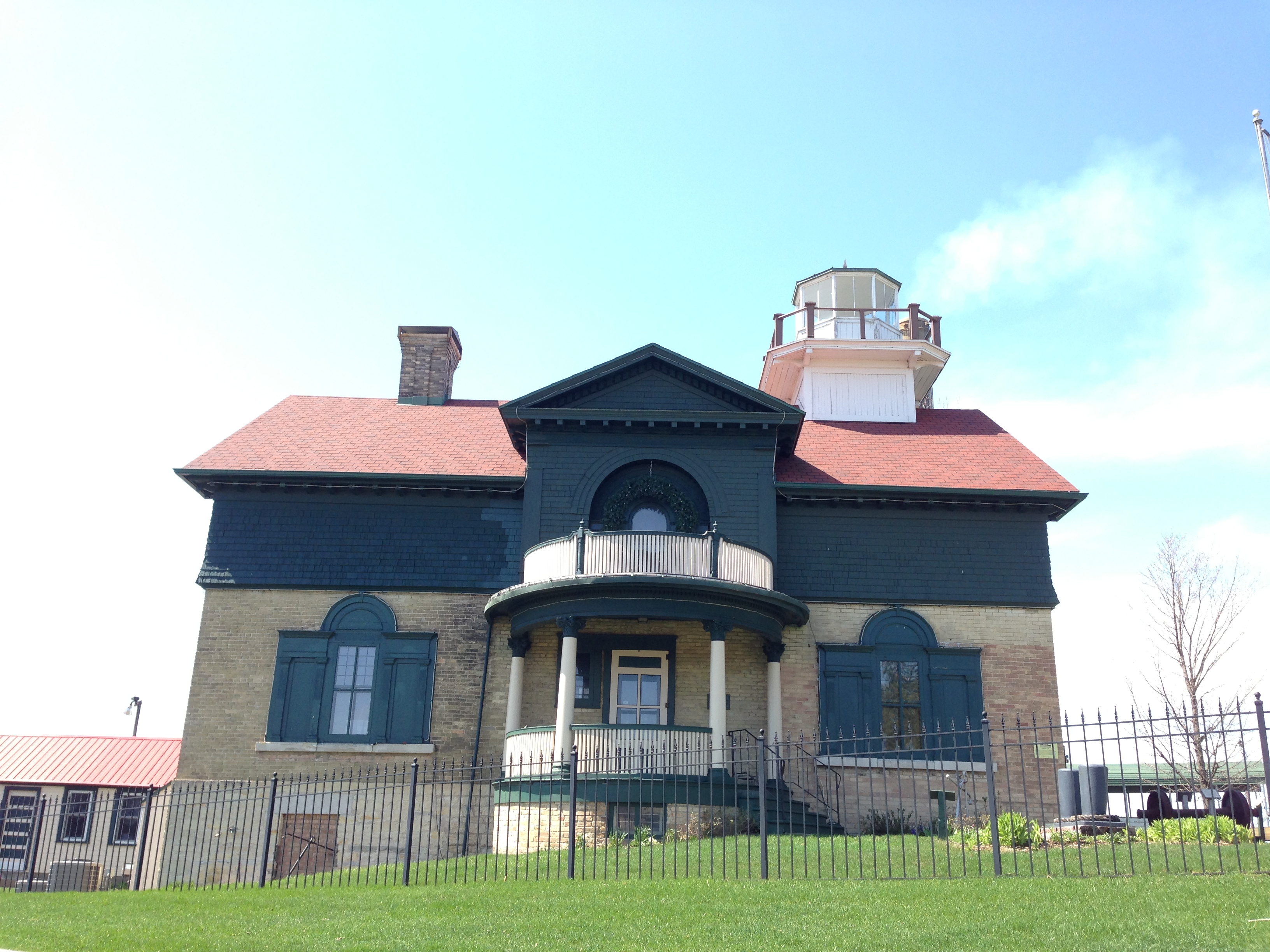
Le phare
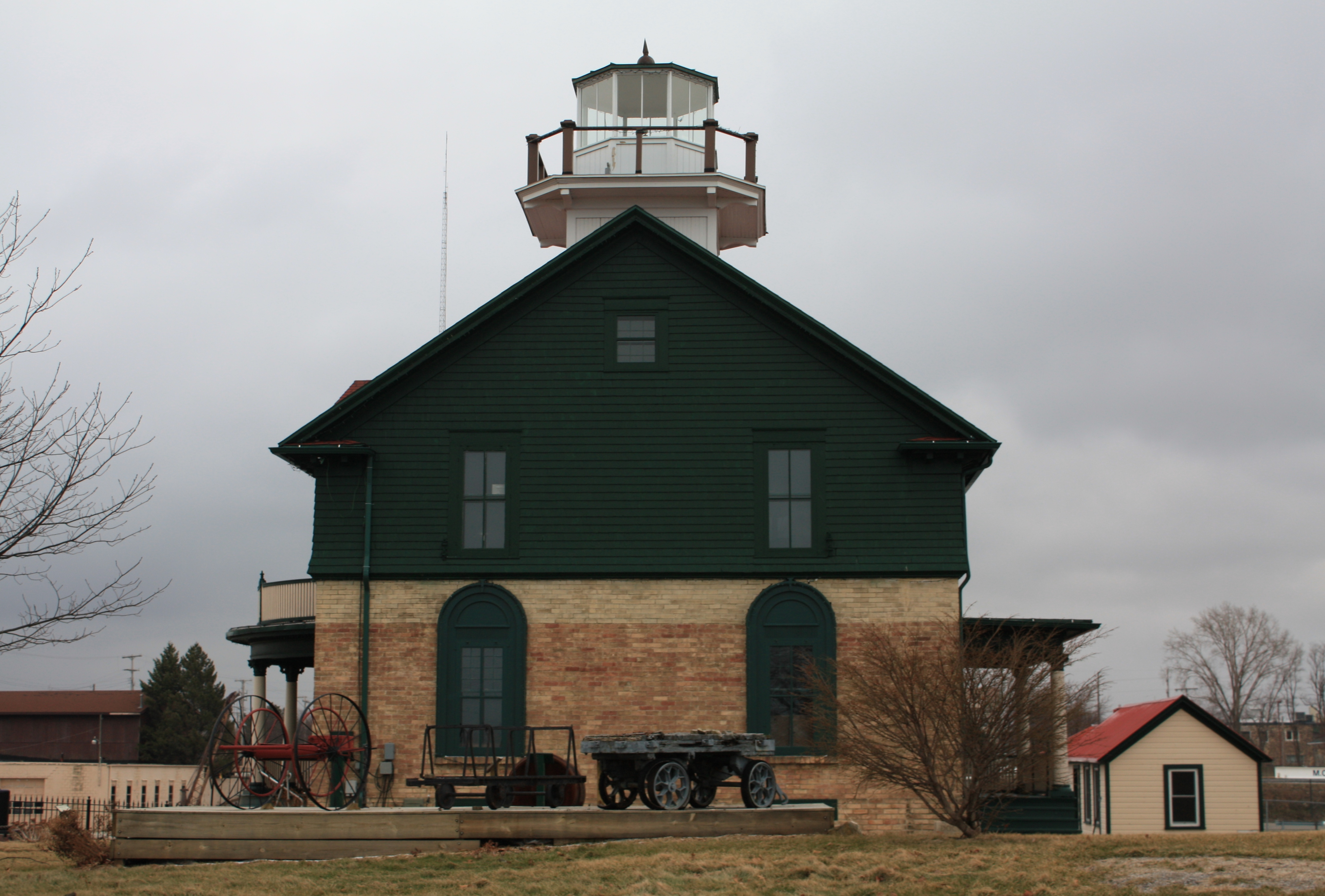
Le phare

### Lien connexe
- Liste des phares de l'Indiana